# Kaplicznik (Wzgórza Trzebnickie)
Kaplicznik, Kapliczne Wzgórze – wzniesienie (wzgórze) położone w Paśmie Farnej Góry, należącym do Wzgórz Trzebnickich. Jego wysokość bezwzględna wynosi 244,0 m n.p.m. Wzgórze znajduje się na terenie miasta Trzebnica przy jego południowej granicy, w powiecie Trzebnickim, województwie dolnośląskim. 

## Położenie
Wzgórze Kaplicznik położone jest w Paśmie Farnej Góry, nazywanym także Pasmem Północnym, w obrębie Wzgórz Trzebnickich, będących mezoregionem o identyfikatorze 318.44 (według regionalizacji fizycznogeograficznej opracowanej przez Jerzego Kondrackiego), należących do Wału Trzebnickiego (makroregion o indeksie 318.4). W ramach tych Wzgórz Trzebnickich wyróżnia się także mikroregion obejmujący Kaplicznik – Grzbiet Trzebnicki (indeks 318.444). Pod względem podziału administracyjnego jest ono położone na terenie miasta Trzebnica przy jego południowej granicy, w powiecie trzebnickim, województwie dolnośląskim (zobacz: podział administracyjny województwa dolnośląskiego). Na zachód od wierzchołka przebiega ulica Wrocławska.

## Charakterystyka
Wysokość bezwzględna na jakiej położony jest wierzchołek wzniesienia wynosi 244,0 m n.p.m. (240,0 m n.p.m., 255,0 m n.p.m.). Na znajduje się kaplica (kaplica przydrożna z XVIII-XIX wieku) – Kaplica św. Jadwigi, która jako zabytek objęta jest ochroną w ramach wojewódzkiej ewidencji zabytków i stacja Dużej Ścieżki Świętej Jadwigi Śląskiej. Wzniesienie wskazywane jest także jako punkt widokowy na miasto oraz okoliczne wzgórza i wąwozy, sady (tzw. Sady Trzebnickie) oraz lasy, przede wszystkim bukowe (Las Bukowy). Samo miejsce bywa określane jako urokliwe. Przez wzniesienie wytyczono szlaki turystyczne, w tym szlaki piesze i szlaki rowerowe.

## Zabytki
Na wzgórzu znajduje się Kaplica św. Jadwigi (j. niem. St. Hedwigs-Kapelle) z XVIII w. i stacja Dużej Ścieżki Świętej Jadwigi Śląskiej. W okolicach Kaplicy św. Jadwigi nagrywane były pierwsze sceny do filmu „Popiół i diament” oraz serialu telewizyjnego „Czterej pancerni i pies” w odcinku pod tytułem „Rozstajne drogi”.

## Nazwa
Nazwa własna wzniesienia – Kaplicznik – jest nazwą urzędową, gdyż została ustalona i ujęta w państwowym rejestrze nazw geograficznych na podstawie zarządzenia wydanego przez Prezesa Rady Ministrów z dnia 30 marca 1954 r., nr 70, ogłoszonego w Monitorze Polskim z 1954 r. nr 38, poz. 516, a także polskiej mapy topograficznej w skali 1:10 000. Odnosi się ona do ukształtowania terenu określonego jako wzgórze, wzniesienie. W rejestrze tym przypisano jej identyfikator: PRNG – 176801, identyfikator IIP – PL.PZGiK.320.NGRP.176801. Podaje on następujące współrzędne geograficzne punktu głównego wzniesienia: szerokość geograficzna – 51°17'41" N, długość geograficzna – 17°03'01" E. Nazwa została ujęta w wymienionym rejestrze dnia 27.02.2015 r. Oprócz wymienionej nazwy rejestr ten wymienia także nazwę oboczną – Kapliczne Wzgórze. Tę drugą nazwę można spotkać w publikacjach i różnych opracowaniach. Na niektórych niemieckich mapach historycznych można odnaleźć historyczną, niemiecką nazwę tego wzgórza, gdzie podawana jest jako Kapellen-Berge.